# Flawless (Beyoncé)
Flawless è un singolo della cantante statunitense Beyoncé, pubblicato il 12 agosto 2014 come quinto estratto dal quinto album in studio Beyoncé.

## Descrizione
Il 17 marzo 2013 Beyoncé ha pubblicato sul suo sito ufficiale una traccia audio intitolata Bow Down / I Been On, la prima prodotta da Hit-Boy mentre la seconda metà è stata prodotta da Timbaland e scritta assieme a Rush Limbaugh e Keyshia Cole. Un campione di I Been On è stato anche utilizzato in modo prominente in una pubblicità per il The Mrs. Carter Show World Tour nel febbraio 2013.  Nel dicembre 2013, Beyoncé ha spiegato l'idea alla base di Bow Down su iTunes Radio:
(Beyoncé)
 Musicalmente, Flawless risulta essere un brano composto da due parti, le precedente canzoni Bow Down/I Been On e Flawless, quest'ultima scritta da Beyoncé, The-Dream, Chauncey Hollis, Rey Reel e prodotta da quest'ultimo assieme a Hit-Boy e la cantante stessa. A suddividere le due parti del brano sono stati inseriti delle citazioni tratte dal saggio Dovremmo essere tutti femministi della scrittrice nigeriana Chimamanda Ngozi Adichie, campionata nella lettura delle stesse nel brano:
(Chimamanda Ngozi Adichie, in Dovremmo essere tutti femministi)
La canzone inoltre si apre e conclude con l'esperienza vissuta da Beyoncé come membro delle Girls Time al talent show statunitense Star Search, in cui il gruppo viene eliminato nel corso della trasmissione. In un video di commento all'album, Beyoncé ha spiegato che nella sua mente da bambina di nove anni, non avrebbe mai immaginato che perdere fosse una possibilità, ed era il messaggio migliore che potesse ricevere dal programma. La cantante infatti conclude affermando che le ha insegnato che si può perdere, accettando la cosa in pace con se stessa.

## Tracce
Musiche di Hit-Boy, Beyoncé Knowles, Rey Reel, HazeBanga, Boots.
1. Flawless – 4:10 (testo: Beyoncé Knowles, Terius Nash, Chauncey Hollis, Raymond DeAndre Martin, Rashad Muhammad, Chimamanda Ngozi Adichie)
2. Flawless Remix (feat. Nicki Minaj) – 3:54 (testo: Beyoncé Knowles, Onika Maraj, Terius Nash, Chauncey Hollis, Raymond DeAndre Martin)

## Video musicale
Il videoclip della canzone è stato diretto da Jake Nava e include le coreografie dei Les Twins e Chris Grant, ed è stato girato durante la tappa francese dell'On The Run Tour di Beyoncé e Jay-Z. Il video, come il brano, vede l'inserimento di due cameo della puntata televisiva al talent show statunitense Star Search in cui Beyoncé partecipa come membro delle Girls Time.

## Remix
La versione pubblicata come singolo, il 2 agosto 2014, ha visto la partecipazione vocale della rapper trinidadiana Nicki Minaj, divenendo la loro prima collaborazione.

### Composizione
Due mesi prima dell'uscita della canzone, il manager di Minaj, Gee Roberson, l'ha contattata per informarla che Beyoncé voleva un remix di Flawless in cui sarebbe stata presente. In seguito, Beyoncé ha inviato a Minaj una nuova versione che desiderava e ha detto a Minaj: «Voglio che tu sia te stessa. Non voglio che tu ti trattenga», come ha raccontato la rapper a Billboard. Minaj ha iniziato a scrivere la strofa a New York, dove Beyoncé le ha fatto visita in studio, incoraggiandola. Beyoncé ha poi rivelato a Minaj che avrebbe pubblicato la canzone durante il suo On the Run Tour.
Nel brano Beyoncé affronta diverse tematiche, tra cui lo scandalo avvenuto al Met Gala del 2014, in cui in ascensore la sorella della cantante Solange appariva aggressiva verso Jay-Z, coniuge di Beyoncé, sentenziando «Of course sometimes shit go down when it's a billion dollars on the elevator (Naturalmente, a volte la merda va giù quando c'è un miliardo di dollari sull'ascensore)», facendo inoltre riferimento al patrimonio della coppia che supera il miliardo di dollari con il suono di una registratore di cassa.

### Video musicale
Il video è stato registrato nel corso della tappa del On The Run Tour di Beyoncé e Jay-Z a Parigi, in cui Minaj è apparsa sul palco per cantare assieme a Beyoncé.

## Impatto culturale
La canzone è divenuta un'esemplificazione del femminismo contemporaneo.
Il verso contenuto nel brano, «I woke up like this (mi sono svegliata così)» è entrato nella cultura popolare, ispirando una tendenza virale sui social network «in cui il soggetto si scatta un selfie subito dopo essersi svegliato» in riferimento ad un look fresco, naturale e alla consapevolezza e accettazione del proprio corpo, generando oltre cinque milioni di hashtag.

## Classifiche
Le classifiche fanno riferimento a Flawless (Remix) con Nicki Minaj.
| Classifica (2014)         | Posizione massima |
| ------------------------- | ----------------- |
| Australia                 | 15                |
| Belgio (Fiandre)          | 89                |
| Canada                    | 88                |
| Francia                   | 83                |
| Irlanda                   | 77                |
| Regno Unito               | 65                |
| Stati Uniti               | 41                |
| Stati Uniti (R&B/Hip-Hop) | 12                |

## Riconoscimenti
ASCAP Rhythm & Soul Music Awards
- 2015 - Migliori canzoni R&B/Hip-Hop[33]

iHeartRadio Music Awards
- 2015 - Candidatura alla canzone Hip-Hop/R&B dell'anno[34]

International Dance Music Awards
- 2015 - Candidatura alla miglior canzone R&B/Urban-Dance[35]